# (31665) Veblen
(31665) Veblen (1999 JZ2) est un astéroïde de la ceinture principale, découvert le 10 mai 1999 par Paul G. Comba à son observatoire personnel de Prescott, en Arizona (USA).